# Titularbistum Xanthus
Xanthus (ital.: Xanto) ist ein Titularbistum der römisch-katholischen Kirche. 
Es geht zurück auf ein früheres Bistum der antiken Stadt Xanthos in der kleinasiatischen Landschaft Lykien im Südwesten der heutigen Türkei, das der Kirchenprovinz Myra angehörte.
| Titularbischöfe von Xanthus |                                                    |                                             |                  |               |
| Nr.                         | Name                                               | Amt                                         | von              | bis           |
| 1                           | Bruno Bernhard Heim Titularerzbischof pro hac vice | Apostolischer Nuntius/Apostolischer Delegat | 9. November 1961 | 18. März 2003 |